# Yarmouth (isla de Wight)

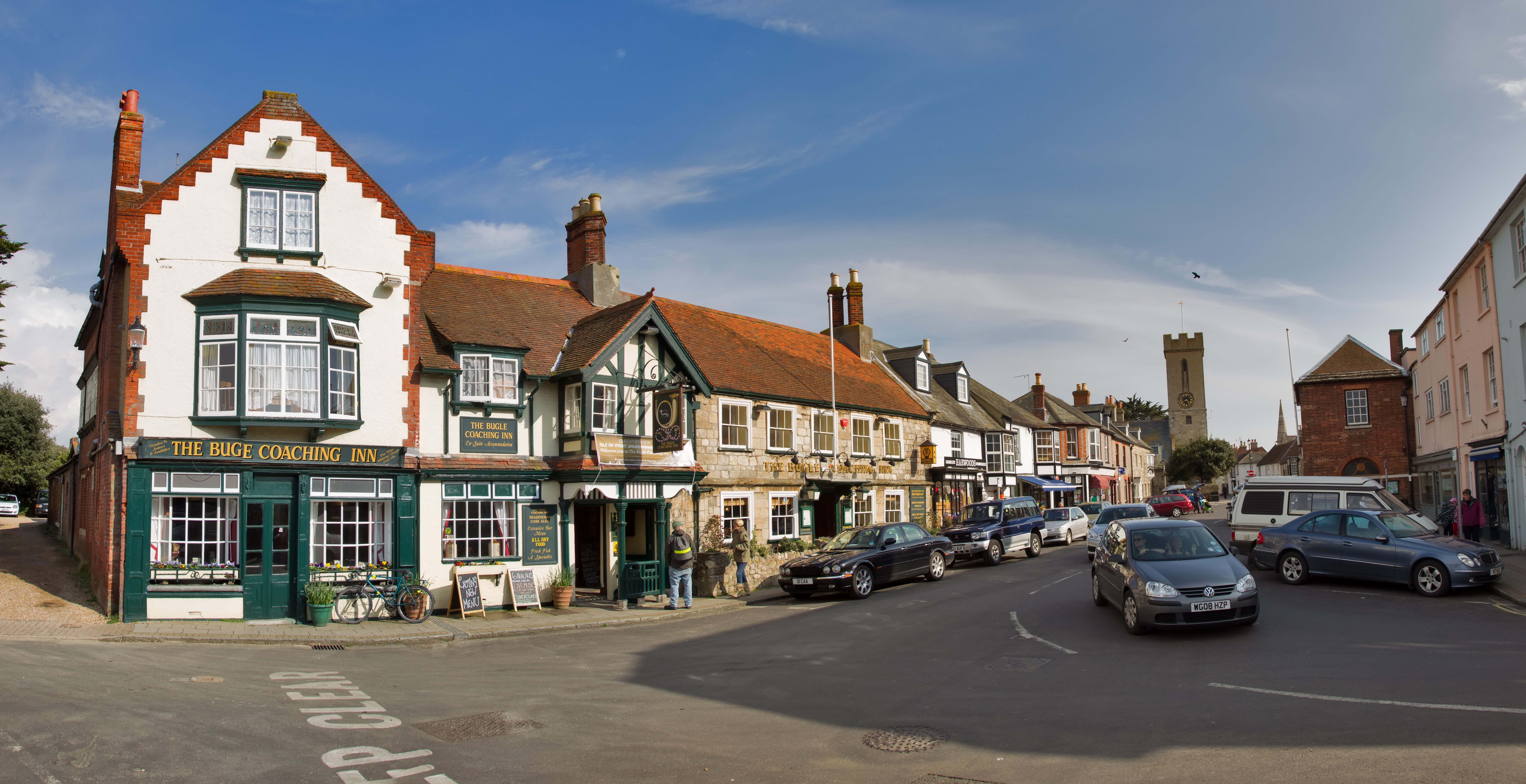
Centro de Yarmouth.

Yarmouth es un pueblo, puerto y una parroquia civil de Inglaterra. Se ubica en la zona occidental de la isla de Wight, por la costa sur de la isla de Inglaterra. El pueblo es llamado así debido a su localización en relación con la boca del pequeño río Western Yar. El pueblo creció cerca del cruce del río, originalmente un ferry, que fue reemplazado por un puente de carretera en 1863.

## Demografía
Yarmouth es uno de los pueblos más pequeños del Reino Unido.En el 2001 la población era de 791 habitantes, aumentando hasta 865 habitantes según el censo del 2011.

## Atractivos turísticos
- Castillo de Yarmouth